# 蒙泰利
蒙泰利（法語：Monthelie，亦作，法語發音：[mɔ̃teli]）是法国科多尔省的一个市镇，位于该省南部，属于博讷区。

## 地理
蒙泰利（46°59'33"N, 4°46'0"E）面积3.14 平方千米，位于法国勃艮第-弗朗什-孔泰大區科多尔省，该省份为法国中东部省份，北起奥布省，西接涅夫勒省和约讷省，南至索恩-卢瓦尔省，东南接汝拉省，东临上索恩省，东北部与上马恩省接壤。
与蒙泰利接壤的市镇（或旧市镇、城区）包括：圣罗曼、沃尔奈、欧塞迪雷斯、默尔索。

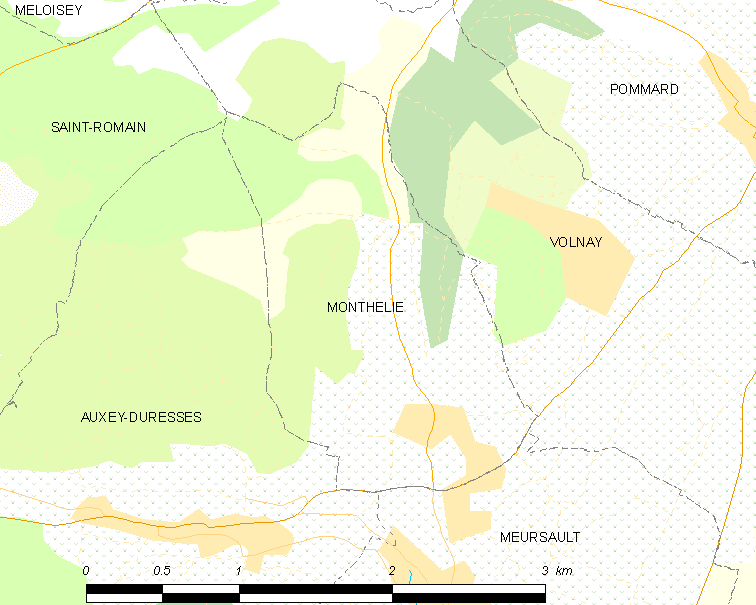
蒙泰利的OSM定位图

蒙泰利的时区为UTC+01:00、UTC+02:00（夏令时）。

## 行政
蒙泰利的邮政编码为21190，INSEE市镇编码为21428。

## 政治
蒙泰利所属的省级选区为拉杜瓦-塞里尼县。

## 人口

1962-2008年间蒙泰利人口变化图示

蒙泰利于2022年1月1日时的人口数量为146人。